# 尾上多賀之丞 (2代目)
二代目 尾上多賀之丞（にだいめ おのえ たがのじょう、嘉永2年〈1849年〉 - 明治32年〈1899年〉6月26日）とは、幕末から明治にかけての女形役者。俳名梅枝、屋号は音羽屋。本名尾上 菊松（おのえ きくまつ）。

## 来歴
二代目尾上菊次郎の門人。はじめ本名の尾上菊松を名乗り舞台に立つ。慶応2年（1866年）8月、江戸守田座で菊次郎の養子として二代目尾上多賀之丞と改名。のちに菊次郎とともに上方に上り、大坂角の芝居に出る。明治8年（1875年）6月に師である菊次郎が大坂で没するが、その後も大坂の舞台に立った。明治12年（1879年）東京に戻り久松座に出る。その後明治15年（1882年）には九代目市川團十郎や五代目尾上菊五郎と共演するが明治27年（1894年）新富座に出たのを最後に東京の舞台からは離れ、三代目市川九蔵と共に信州や越後で旅回りをした。加賀金沢の福助座に出演中、持病により没す。享年51。女房役、奥方役を得意とし、一時は八代目岩井半四郎に次ぐ女形といわれたが後進の五代目中村歌右衛門や四代目澤村源之助の台頭に押されて大成する事が無いままに終わった。